# Héctor Duvauchelle
Héctor Duvauchelle Concha (Bulnes, 8 de diciembre de 1932 — Caracas, Venezuela, 24 de diciembre de 1983) fue un actor chileno, ganador del Premio Municipal de Cine de Caracas en 1983.
Luego del golpe de Estado en Chile de 1973, se radicó, junto con sus hermanos Humberto Duvauchelle y María Elena Duvauchelle, en Caracas, donde desarrolló una prolífica carrera hasta el momento de su asesinato.

## Carrera artística
Sus padres fueron Humberto Duvauchelle Cabezón y Amandina Concha. Desde su más temprana edad en la familia Duvauchelle nació su amor por las tablas, así desde muy jóvenes participó junto a sus hermanos Humberto y María Elena en el teatro de su natal Bulnes. La profesionalización de su carrera se llevó a cabo al trasladarse a Concepción (Chile), donde junto a Humberto fundó el Teatro Universitario y el Teatro Libre de la Federación de Estudiantes de la Universidad de Concepción. 
En 1954 los hermanos Duvauchelle se trasladan a Santiago, integrándose al Instituto de Teatro de la Universidad de Chile, y en 1960 funda junto a sus hermanos y Orietta Escámez la Compañía de los Cuatro con la que montaron más de 70 obras, tanto en Chile, como en Venezuela (país que los acogió en el exilio).
En 1970 participó como narrador en la Cantata de Santa María de Iquique, obra compuesta por Luis Advis e interpretado junto al grupo Quilapayún.
Junto a su hermano Humberto, fueron partícipes como declamadores del conjunto "Los cuatro de Chile"
Su primera aparición en cine fue en el cortometraje de Raúl Ruiz La maleta, en 1963. En 1967, coincide por primera vez con su hermano Humberto en la película de Naum Kramarenco Regreso al silencio, un thriller policial que obtuvo excelentes críticas.
En 1974, junto a sus hermanos parte al exilio en Venezuela, donde refundan la Compañía de los Cuatro, aunque con algunas modificaciones en su composición: entre quienes se incorporaron al grupo figuraban su cuñado Julio Jung y su hermana María Elena. En Venezuela participó en dos películas y en varios programas de televisión. 
En 1983, recibió el reconocimiento de la ciudad de Caracas al otorgársele el Premio Municipal de Cine. Ese mismo año y en extrañas circunstancias, muere asesinado el 24 de diciembre. Un año después, el círculo de críticos de teatro de Venezuela le hizo entrega póstuma de un reconocimiento a su labor en la difusión del teatro en ese país.

## Créditos

### Cine
| Película | Película            | Película     | Película                  |
| -------- | ------------------- | ------------ | ------------------------- |
| Año      | Película            | Rol          | Director                  |
| 1963     | La maleta           |              | Raúl Ruiz                 |
| 1964     | Aquí vivieron       | Narrador     | Pedro Chaskel-Héctor Ríos |
| 1967     | Regreso al silencio | Juan Stadley | Naum Kramarenco           |
| 1967     | Largo viaje         |              | Patricio Kaulen           |
| 1969     | Eloy                |              | Humberto Ríos             |
| 1969     | Caliche Sangriento  |              | Helvio Soto               |
| 1971     | Voto más fusil      |              | Helvio Soto               |
| 1979     | País portátil       |              | Iván Feo                  |
| 1979     | Eva, Julia, Perla   |              | Mauricio Walerstein       |
| 1980     | Manoa               |              | Solveig Hoogesteijn       |

### Televisión
| Series | Series    | Series               | Series   |
| Año    | Serie     | Rol                  | Canal    |
| ------ | --------- | -------------------- | -------- |
| 1967   | Amalia    | Juan Manuel de Rosas | Canal 13 |
| 1968   | El socio  |                      | Canal 13 |
| 1969   | La señora | Ignacio              | Canal 13 |